# Tracy Caulkins
Tracy Ann Caulkins (Los Angeles, 11 gennaio 1963) è un'ex nuotatrice statunitense.
Specializzata nei misti ha vinto tre medaglie d'oro ai Giochi olimpici di Los Angeles 1984. È diventata una dei Membri dell'International Swimming Hall of Fame. Ha detenuto il record mondiale nei 200 m farfalla, 200 m e 400 m misti e nella staffetta 4x100 m sl.
Nella sua carriera ha vinto 48 titoli nazionali, record superato da Michael Phelps nel 2010.

## Palmarès
- Olimpiadi

1984 - Los Angeles: oro nei 200m e 400m misti e nella staffetta 4x100m misti.
- Mondiali

1978 - Berlino: oro nei 200m farfalla, 200m e 400m misti e nelle staffette 4x100m sl e 4x100m misti, argento nei 100m rana.
1982 - Guayaquil: bronzo nei 200m e 400m misti.
- Giochi panamericani

1979 - San Juan: oro nei 200m misti, 400m misti e nelle staffette 4x100m sl e 4x100m misti, argento nei 400m sl e 100m rana.
1983 - Caracas: oro nei 200m e 400m misti, argento nei 200m farfalla.

## Riconoscimenti
- World Swimmer of the Year: 1978
- American Swimmer of the Year: 1980, 1981, 1982, 1984